# Воскресенский, Константин Павлович
Константин Павлович Воскресенский (1838 — 13 (26) февраля 1910) — российский педагог. Основатель и директор известного московского реального училища.
Происходил из духовного звания. Окончил Московский университет со степенью кандидата.
В службу вступил 21 мая (2 июня) 1863 года, но уже 12 октября 1865 года вышел в отставку. В 1871 году он основал в Москве реальное училище и в 1877 году его деятельность была удостоена Высочайшей благодарности. В это время он имел чин статского советника и звание «почётного члена Комиссаровского технического училища». В своём реальном училище он не только был директором, но и вёл преподавание в 5-м классе.
С 26 декабря 1891 (7 января 1892) года — действительный статский советник.
Воскресенский был членом Московского общества любителей аквариума и комнатных растений.
Был награждён орденами Св. Анны 2-й ст. (1887), Св. Владимира 3-й ст. (1896), Св. Станислава 1-й ст. (1899).